# Hanklit
Hanklit er en 60 meter høj klint beliggende ud til Thisted Bredning i Flade Sogn, 7 kilometer øst for Vilsund på den nordlige del af øen Mors. Den er Danmarks største molerklint og indeholder skiftende lag af vulkansk aske, der ses som mørke striber i det lysere moler. Klinten, som er fredet, er en del af en større fredning, der også omfatter det højeste punkt på Mors, den 89 meter høje Salgjerhøj. Allerede i 1934 havde ”Foreningen til Hanklits Fredning”, der var dannet på privat initiativ for at sikre klinten mod råstofgravning, rejst midler nok til at købe hele Hanklit. Dermed blev klinten gjort tilgængelig for offentligheden, og i 1937 blev den imponerende molerklint fredet. I 1966 blev fredningen udvidet til at omfatte hele området omkring Salgjerhøj og Hanklit, i alt knap 171 hektar.
Molerklinterne Hanklit og Knudeklint er optaget på UNESCOs tentativliste og dermed i gang med ansøgningsprocessen til at blive anerkendt som Verdensarv.

## Eksterne kilder og henvisninger
- Om Hanklit og fredningen på Danmarks Naturfredningsforenings websted
- Om Hanklit (Webside ikke længere tilgængelig) på molerklinter.dk

56°53′46.26″N 8°45′10.23″Ø / 56.8961833°N 8.7528417°Ø